# William Baffin
Pour les articles homonymes, voir Baffin.
William Baffin, né probablement à Londres (Angleterre) en 1584 et mort à Qeshm (actuel Iran) le 23 janvier 1622, est l'un des plus importants navigateurs et explorateurs anglais des XVIe et XVIIe siècles. Il effectue plusieurs voyages dans l'océan Arctique et son nom a été donné à la île de Baffin (anciennement « Terre de Baffin ») et à la baie de Baffin (anciennement « mer de Baffin »). Il dresse des cartes — pour la plupart aujourd'hui perdues — et rédige un journal dont quelques fragments se trouvent dans le recueil de Samuel Purchas.

## Biographie

### Origines et jeunesse
À l'image de beaucoup d'explorateurs et navigateurs, on sait peu de choses sur les origines et la jeunesse de William Baffin avant les expéditions qui lui apportent la renommée. L'Encyclopædia Britannica (11e édition), le fait naître en 1584 sans en indiquer la source. Né probablement à Londres ou dans les alentours, il est un autodidacte d'origine modeste, mais très doué, car Samuel Purchas parle de lui en ces termes : « ce marin et mathématicien qui s’est instruit tout seul et qui, malhabile à s’exprimer avec art, se consacra à la navigation et aux mathématiques avec une assiduité dont vous pouvez ici voir les fruits indéniables. »

### Voyages d'exploration
Il accompagne d'abord le capitaine James Hall en 1612 comme pilote en chef du vaisseau Patience lors de l’expédition de 1612 au Groenland au cours de laquelle Hall — victime d’une vengeance des Esquimaux de la côte du Groenland — perd la vie. En compagnie du Heart’s Ease, le Patience avait fait voile du Humber le 22 avril et était revenu à Hull le 11 septembre, sous le commandement d’Andrew Barker. Baffin tient un journal, dont Purchas a donné des extraits et qui va du 8 juillet jusqu’à la fin de l’expédition. Ce récit contient les premières de ses nombreuses et importantes observations astronomiques. Il y décrit aussi les Esquimaux du Groenland et leur habitat, et y raconte la mort tragique de Hall.
De retour de son voyage d’exploration, Baffin s’engage au service de la Compagnie de Moscovie, qui faisait commerce avec la Russie et qui envoyait des baleiniers dans la région du Spitzberg. En 1613, une flotte de la compagnie composée de sept bateaux se rend dans les eaux où l’on pêchait la baleine ; de nouveau, William Baffin est pilote en chef, cette fois sur le Tiger, commandé par le capitaine Benjamin Joseph. En 1614, il part avec le capitaine Joseph pour le Spitzberg sur le Thomasine avec une flotte de 11 bateaux et de deux pinasses dont est aussi membre Robert Fotherby avec qui Baffin va effectuer de nombreuses reconnaissances. Malgré les glaces qui étaient descendues assez loin vers le Sud et qui rendaient la saison peu propice à la navigation dans l’océan Arctique, Baffin explore une partie considérable de la côte du Spitzberg avant de revenir à Londres le 4 octobre 1614.
Le quatrième voyage de Baffin fut fait pour le compte de la Compagnie du Nord-Ouest dans le but de chercher le passage du Nord-Ouest. Ce voyage était une continuation des explorations précédentes entreprises par Henry Hudson (1610–1611), qui fut abandonné par son équipage après avoir hiverné dans la baie d'Hudson, par Thomas Button, qui avait hiverné près de Churchill (1612–1613), et par William Gibbons, qui passa l’hiver sur la côte du Labrador (1614). Le vaisseau Discovery, qui avait participé aux trois expéditions précédentes, est armé sous le commandement de Robert Bylot ; Baffin embarque à nouveau comme pilote le 15 mars 1615. Le 26 avril, observant l’occultation d’une étoile par la lune, Baffin en déduit la première longitude calculée en pleine mer. Il se livre à une étude assez poussée du détroit d'Hudson et de l’extrémité ouest de l’île de Southampton, tout en accordant aux marées une attention spéciale. William Edward Parry, le grand explorateur du XIXe siècle, après avoir vérifié les conclusions de Baffin formulées plus de deux siècles auparavant, les trouve exactes à quelques détails près. Il existe un journal détaillé, de la main de Baffin, concernant cette expédition et où l’on trouve la seule carte qui nous reste de lui. L’expédition met fin à sa recherche du passage du nord-ouest à cause des glaces, à un endroit où on pouvait apercevoir la terre au nord-est. Parry donne à cette terre le nom d’île de Baffin « pour honorer la mémoire de ce navigateur compétent et plein de hardiesse ». Il s'agit de la sixième île la plus grande de la planète en superficie. L’expédition revient à l’automne de 1615. À la fin de ce voyage, Baffin conclut à juste titre qu’il n’existait pas de passage navigable conduisant à l’Ouest par la baie d’Hudson.
Baffin entreprend le cinquième et le plus important de ses voyages d’exploration sur le même Discovery avec le capitaine Bylot. Ils partent de Gravesend le 26 mars 1616 et dépassent, à Hope Sanderson, sur la côte du Groenland, le point le plus au nord atteint par John Davis, pour pousser ensuite 300 milles plus loin jusqu’à la latitude de 77° 45´, qui ne sera dépassée que 236 ans plus tard. Ils font ensuite le tour de tout le littoral de la baie de Baffin, y compris les entrées des détroits « Sir Thomas Smith », « Alderman Jones » et « Sir James Lancaster », et en dressent une carte. Cependant, ils ne reconnaissent pas le détroit de Lancaster comme l’entrée du passage du Nord-Ouest qu’ils cherchaient. Ironie de l’histoire, la plus célèbre découverte de Baffin, reconnue comme telle au début, attire graduellement les soupçons au point d’être amoindrie et finalement rayée des cartes, jusqu’à ce que Sir John Ross la confirme lors de sa première expédition en 1818. Les écrits et la carte de Baffin concernant la baie qui porte son nom passent entre les mains de Purchas, qui n’en tient aucun compte.
Il est hors de doute qu’à son époque, William Baffin est, de tous les explorateurs de l’Arctique, le navigateur le plus habile et l’observateur le plus attentif. À son retour du voyage qui lui a fait découvrir la baie de Baffin sans trouver le passage du Nord-Ouest, il se résout à chercher le mystérieux passage en partant de ce qui était censé être son extrémité occidentale. Mais pour cela il lui fallait trouver un emploi qui le conduisait dans l'océan Pacifique. L’occasion se présente en 1617, et il embarque le 4 février comme second de l’Anne Royal avec la flotte du capitaine Martin Pring pour le compte de la Compagnie britannique des Indes orientales. La flotte mouille dans la baie de Saldanha le 21 juin et à Surat en septembre. L’Anne Royal est alors détachée et envoyée à Mocha. Elle fait escale dans divers ports de la mer Rouge et du golfe Persique, où Baffin poursuit sans relâche ses travaux, faisant des relevés et dressant des cartes. L’Anne Royal revient dans la Tamise en septembre 1619. Baffin n’avait absolument rien vu des côtes nord-ouest de l’Amérique du Nord, mais ses cartes de la Perse et de la mer Rouge lui valent de nouveaux éloges.
L’année suivante, Baffin partit de nouveau pour les Indes orientales sur le London, vaisseau amiral de la flotte commandé par le capitaine Andrew Shilling, ancien capitaine de l’Anne Royal. La flotte fait voile de la rade au large de Downs le 25 mars et parvint à Swally Roads le 9 novembre ; ayant eu vent qu’une flotte de vaisseaux portugais et hollandais les attendait, elle part à la recherche de cet ennemi. Le capitaine Shilling est blessé au cours de la bataille navale qui a lieu le 28 décembre dans le golfe d'Oman ; il meurt de ses blessures le 6 janvier 1620/1621. L’année suivante, le 20 janvier 1621/1622, la flotte anglaise mouillait au large d’Ormuz pour assiéger les Portugais. Le 23 janvier, William Baffin est envoyé à terre faire des observations sur la hauteur et la distance des murs du château pour calculer la portée du tir — « mais alors qu’il était ainsi occupé, une balle en provenance du château le frappa au ventre ; il fit alors trois bonds et mourut immédiatement ». Purchas rapporte le fait en ces termes : « Dans les Indes il est mort, dans la récente affaire d’Ormuz, tué au combat, pendant qu’il vérifiait ses théories et expériences mathématiques. »
Sa femme réclame à la compagnie la solde de son mari et une indemnité considérable. Après des négociations qui durèrent trois ans, le total de ses réclamations fut finalement fixé à 500 £.
Ainsi, la seule partie de la vie de Baffin dont nous ayons une connaissance certaine en est la dernière, qui va de 1612 à 1622. La quasi-totalité de ses observations, de ses papiers, de ses relevés et de ses cartes ont été perdus, mais les documents qui sont parvenus jusqu'à nous sont suffisants pour nous prouver qu’à cette époque il était le meilleur observateur des astres de tous les navigateurs de son temps.

## Sources et bibliographie
en anglais
- Samuel Purchas, Pilgrimes (1905–7), XIV, p. 365–411.
- Samuel Purchas, The voyages of William Baffin, 1612–1622, ed. C. R. Markham (Hakluyt Soc., 1st ser., LXIII, 1881)
- Ernest Stanley Dodge, Northwest by sea, Oxford University Press, 1961 - 348 pages
- Encyclopædia Britannica (11e éd., 29 vols., incl. Index, Cambridge, 1910–11)
- Tryggvi J. Oleson, Early voyages, 1667–68.
- William Edward Parry, Journal of a second voyage for the discovery of a north-west passage from the Atlantic to the Pacific ; performed in the years 1821–22–23 in His Majesty’s ships Fury and Hecla, Londres, 1824
- John Ross, A voyage of discovery, made under the orders of the Admiralty, in His Majesty’s ships Isabella and Alexander for the purpose of exploring Baffin’s Bay, and inquiring into the probability of a north-west passage, Londres, 1819
- (en) « William Baffin », dans Encyclopædia Britannica [détail de l’édition], 1911 (lire sur Wikisource).